# Джеймс Бойд (науковець)
Джеймс Еморі «Джим» Бойд (англ. James Emory Boyd; 18 липня 1906 — 18 лютого 1998) був американським фізиком, математиком та академічним адміністратором. Він займав посаду директора Джорджійського науково-дослідного інституту з 1957 по 1961 рік, був президентом West Georgia College (нині Університет Західної Джорджії) з 1961 по 1971 рік і виконуючим обов'язки президента Грузинського технологічного інституту з 1971 по 1972 рік.
Після закінчення університетів Джорджії та Дюка Бойд викладав фізику в коледжі Західної Джорджії. Потім став професором Georgia Tech і видатним науковим співробітником Станції інженерних експериментів, наразі відомої як Джорджійський науково-дослідний інститут. Він сприяв розвитку організації: фінансуванні федерального дослідження та розробки електроніки. Разом із Georgia Tech, Джеральдом Россело та Гленом П. Робінсоном, Бойд вплинув на заснування Наукової Атланти, в якій був членом правління протягом 25 років. Працюючи директором Інженерної експериментальної станції, Бойд влаштовував талановитих інженерів та розширював організацію. Він проводив там ядерні дослідження з радіонуклідами та працював над дослідженням реактора Франка Х. Нілі
Під час президентського правління в коледжі Західної Джорджії Бойд збільшив кількість факультетів, ступенів, програм, а також студентів та аспірантів. Він інтегрував кампус у 1963 році за расовою приналежністю без ухвалення судом. Окрім цього, він контролював величезні будівельні проєкти, які значно розширили кампус. У 1970 році його прийняли на посаду віцеканцлера з академічного розвитку штату Джорджія, та майже одразу призначили тимчасовим президентом Georgia Tech. Протягом правління з 1971 по 1972 рік Бойд знайшов розв'язання складних питань при спробі захоплення Станції інженерних експериментів Артуром Г. Хансеном, який був попереднім президентом та відзначився поганою роботою на посаді (і відповідних викликів відрахованих випускників) головного тренера з футболу Буда Карсон .

## Кар'єра

### Освіта
Бойд народився в родині Еморі Фортсон та Рози Лі Бойд 18 липня 1906 року в Тіньялл, штат Джорджія, невеликому містечку біля східного кордону штату Джорджія. У нього було два брати, Джон і Елліс, і сестра Софія. У 1927 році він отримав ступінь бакалавра з математики в Університеті Джорджії, де був членом товариства честі «Фі Бета Каппа» . У 1928 році отримав ступінь магістра з математики в університеті Дюка. З 1928 по 1930 рік викладав фізику в університеті Джорджії. У 1930 вступив до аспірантури Єльського університету і був асистентом протягом двох років, а також І стипендіатом Луміса в 1931—1933 роках.  У 1933 р. отримав ступінь доктора фізичних наук в Єльському університеті з дисертацією на тему «Розсіювання рентгенівських променів холодним трудом та відпаленим берилієм». У своїй дисертації Бойд описав наслідки випромінювання через зразки порошкоподібного, погано обробленого та відпаленого берилію з частинками різного розміру. Експеримент показав, що кристали берилію «дуже недосконалі», щоб відпал спричинив «непомітну зміну» в структурі решітки берилію і що коефіцієнт масового поглинання берилію, знайдений в експерименті, дуже близький до теорії, розрахованої за емпіричною формулою Комптона.
Бойд був призначений завідувачем кафедри математики та науки в коледжі Західної Джорджії в 1933 році. У 1935 році він став доцентом фізикиТехнічного інституту Джорджії. 2 червня 1934 року Бойд одружився з Елізабет Рейнольдс Кобб, дочкою Бетті Рейнольдс Кобб та Хірами Фелікс Кобб. У Джеймса та Елізабет народилося двоє дітей: дочка Бетті Кобб Бойд (нар. 26 серпня 1939 р.) та син Джеймс Фортсон Бойд (народився 9 жовтня 1942 р.). Під час Другої світової війни, у 1942, Бойд став лейтенантом ВМС Сполучених Штатів, а пізніше — командиром лейтенанта в Бюро розпоряджень, і почав досліджувати радіолокації. З 1945 по 1946 рік він був командиром в Управлінні начальника морських операцій, в якому працював на радіолокації та електроніці.

### Дослідник і підприємець

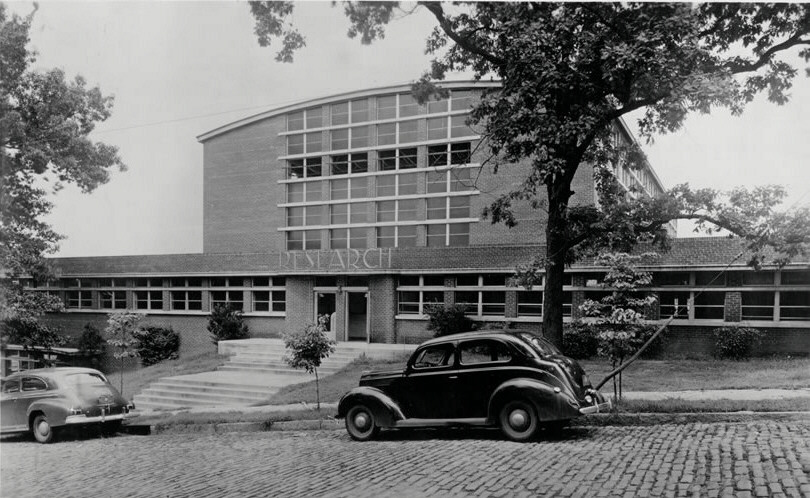
Головна будівля станції інженерних експериментів, зображена в 1951 році

У 1946 році Бойд повернувся до відділу фізики Джорджії та інженерно-експериментальної станції, на якій працював помічником директора проєкту у Френка Лоуренса (і після того, як Лоуренс залишив посаду директора) в проєкті армійського повітряного корпусу, який фінансувася за допомогою поширень радіохвиль. У рамках проєкту він проводив експерименти з віддаленого огляду між Georgia Tech та горою Oglethorpe у Північній Грузії. У 1947 році Бойд був співавтором дослідження під назвою «Поширення досліджень електромагнітних хвиль», в результаті якого було здійснено низку відповідних дослідницьких контрактів, враховуючи великий, отриманий від Бюро ВМС з питань протипожежного управління . Бойд став професором фізики в 1948 році. Близько 1950 року, під керівництвом командира військово-морського резерву США, Бойд створив підрозділ досліджень військово-морського флоту США в Georgia Tech, до складу якого входили офіцери як Georgia Tech, так і мегаполісу Атланти . У 1950-х роках отримав посаду капітана і керував цим підрозділом до залишення Georgia Tech.
| “               | Доктор Бойд справді вважається засновником Наукової Атланти. | ” |
| —Глен Робінсон, |                                                              |   |

У 1950 році Бойд був названий першим керівником новоствореного відділу фізики Станції інженерних експериментів (наразі відомий як Джорджійський науково-дослідний інститут). Він забрав свого колишнього студента Глена П. Робінсона на станцію. В кінці 1951 року Робінсон, директор станції Джеральд Росселот і Бойд допомогли запустити наукових співробітників (зараз Наукова Атланта, частина компанії Cisco), отримавши 700 доларів на виробництві та продажі антенних виробів, розроблених на станції. Georgia Tech мав брати участь у виробничому бізнесі. Віце-президент Georgia Tech Черрі Емерсон вважав, що приналежність працівників EES до Наукової Атланти створює конфлікт інтересів, і попросив Бойда, Росселота та Робінсона зробити вибір між двома організаціями. Бойд пішов у відставку з посади в Науковій Атланті і залишився в Georgia Tech, але вирішив зберегти свою посаду в Раді директорів Наукової Атланти. За словами Робінсона, «доктор Бойд справді вважається засновником Наукової Атланти».

## Адміністратор

### Директор станції експерименту

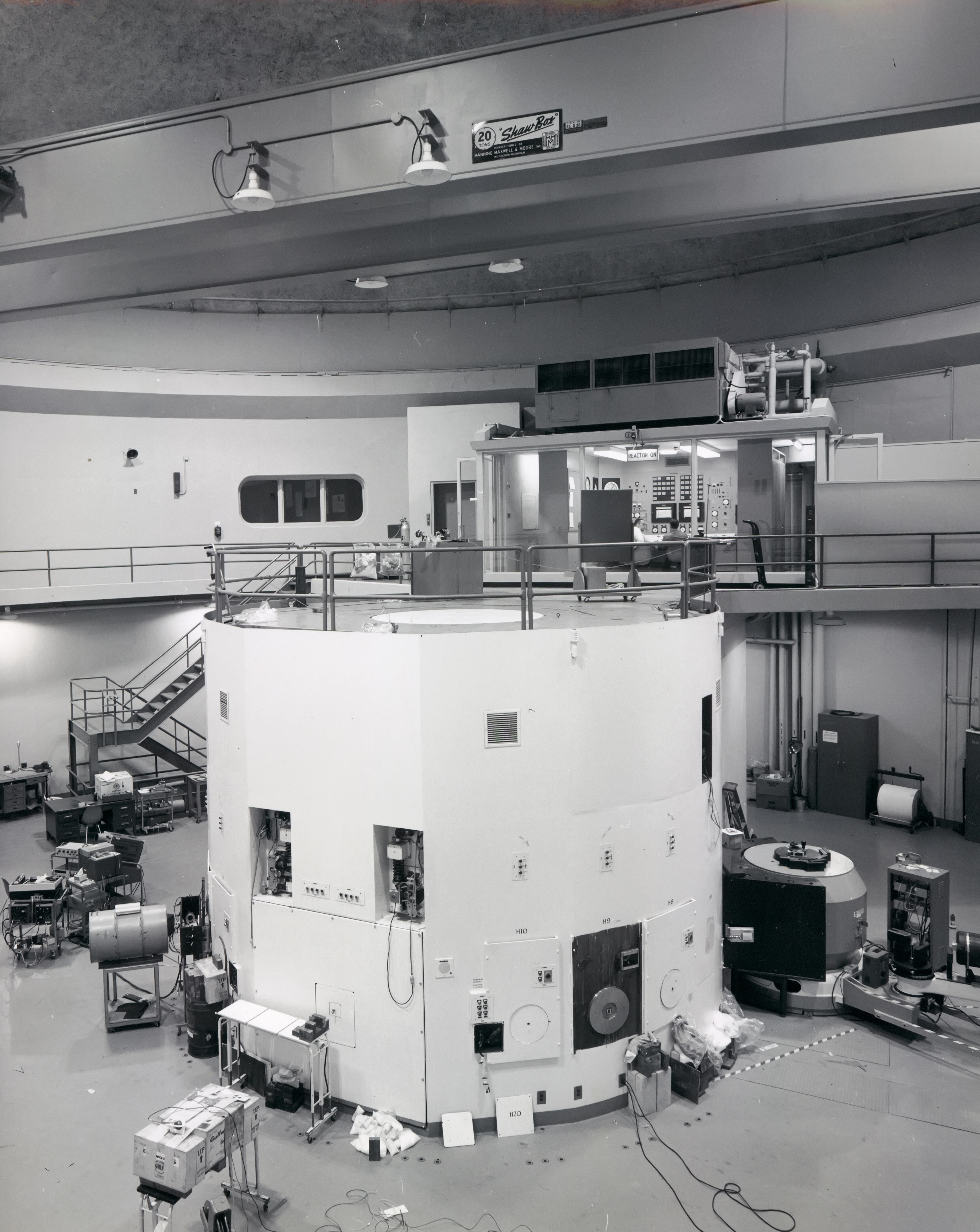
Дослідницький реактор Нілі, який був побудований частково завдяки впливу Бойда.

Бойд отримав посаду помічника директора з досліджень на станції інженерних експериментів у 1954 році. Він працював директором станції з 1 липня 1957 року до 1961 року. Перебуваючи в Georgia Tech, Бойд написав впливову статтю про роль Науково-дослідного інституту в технологічних інститутах, які стверджували, що дослідження повинні інтегруватися з освітою; Бойд застосував це, залучивши студентів до своїх щоденних досліджень. Він був відомий тим, що набирав викладачів, здатних як викладати, так і виконувати помітні дослідження. Він виявився досить впливовим, і навіть міг при нагоді перекреслити побажання Джозефа Хоуї, директора Школи Фізики: наприклад, Бойд викладав фізику у графа Мак-Даніеля в 1954 році через рішучу протидію Хоуї. 
За компетенцією Бойда, Інженерна експериментальна станція уклала багато контрактів, пов'язаних з електронікою. У 1959 році було створено відділ електроніки; вона зосереджувалась на радарі та комунікаціях. У 1955 році президент Georgia Tech Блейк Р. Ван Леер призначив Бойда в Комітет з ядерних наук Georgia Tech. Комітет радив створити лабораторію радіоізотопів та побудувати великий дослідницький реактор. 7 січня 1959 року побудували перший реактор, який і міг отримувати, зберігати та обробляти радіоактивні матеріали. Дослідницький реактор Франка Х. Нілі був завершений в 1963 році і діяв до 1996 року, поки паливо не вилучили через проблеми з безпекою, пов'язані з проведенням літніх Олімпійських ігор 1996 року. У 1961 році Бойда змінив директор Роберт Е. Стімке, який раніше займав посаду директора будівельної школи Georgia Tech.

### Президент коледжу Західної Джорджії
Бойд став третім президентом коледжу Західної Джорджії в 1961 році після Вільяма Х. Роу, який помер від серцевого нападу. Бойд найбільш відомий своєю мирною расовою інтеграцією в кампусі (не чекаючи судового наказу) у 1963 році, запросивши молоду чорношкіру жінку Ліліан Вільямс відвідувати коледж; врешті-решт вона здобула два ступені в освіті і в 1985 році отримала найвищу честь коледжу, Премію засновника. У травні 1964 року Бойд запросив Роберта Ф. Кеннеді на посвячення каплиці в кампусі як капели Кеннеді. ЇЇ назвали на честь брата Роберта, президента США Джона Кеннеді, якого вбили у листопаді 1963 року. Під час свого візиту Роберт Кеннеді пропагував Закон про громадянські права 1964 року, який тоді обговорювався в Сенаті США .
Бойд значно розширив коледж за час свого перебування на посаді за чисельністю та академічною різноманітністю. Кількість зарахованих студентів зросла з 1089 в 1961 році до 5 503 у 1971 р. У 1959 році було доступно два ступені та п'ять програм; у 1969–70 рр. — сім ступенів і 45 програм. У 1961 р. — 94  аспіранти; перші магістерські програми були запропоновані в 1967 р., а до 1969 р. кількість аспірантів зросла до 741. Тільки в 1969 році відкрили 80 нових факультетів, а також взяли на роботу нових викладачів. Їх було значно більше, ніж десятиліття тому. Також побудували декілька нових будівель, у тому числі дев'ять гуртожитків та п'ять навчальних корпусів. Зміни в політиці теж відбулися: у 1966 році було скасовано комендантський час для жінок молодших та старших класів, а також заборонили брати участь у братствах та федераціях в кампусі. У 1970 році Бойд був названий першим віце-канцлером з академічного розвитку штату Джорджія, чинним після того, як його наступника (випускника Еморі Уорд Б. Паффорд) призначили у 1971 році.

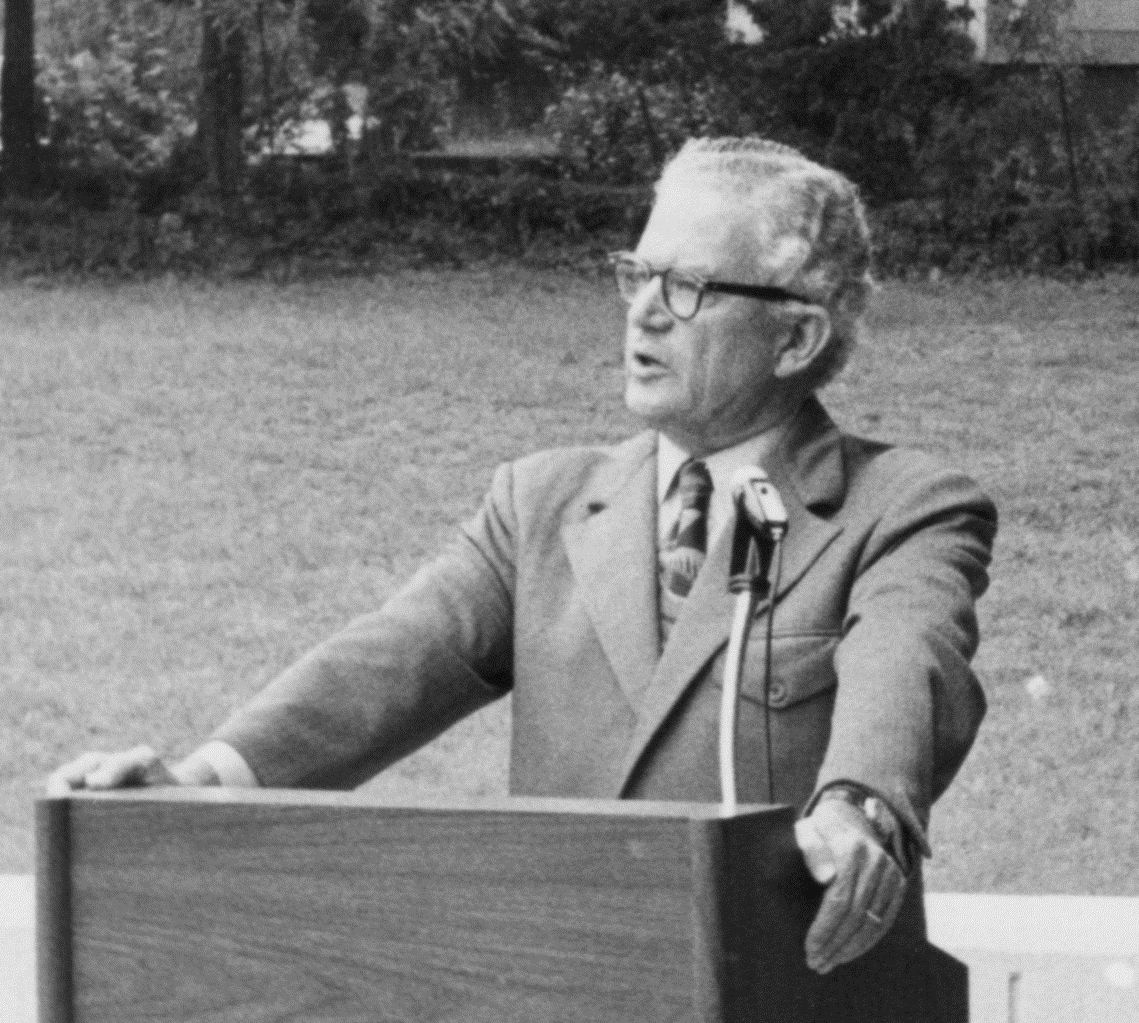
Джеймс Е. Бойд виступав у Georgia Tech

Майже після місяця віцеканцлерства тодішній президент Georgia Tech Артур Г. Хансен подав у відставку. Канцлер Джордж Л. Сімпсон призначив Бойда виконуючим обов'язки президента Джорджійського технологічного інституту. Цю посаду він обіймав з травня 1971 по березень 1972 року.

### Станція інженерних експериментів
На його правління вплинули попередній досвід академічного адміністратора, робітника інженерно-експериментальної станції та директора станції. Канцлер сподівався, що це поєднання допоможе вирішити суперечку щодо того, чи слід Інженерно-експериментальну станцію інтегрувати в академічні підрозділи Georgia Tech, щоб покращити конкурентоспроможність обох суб'єктів за федеральні гроші. Станція мала значну та зростаючу підтримку з боку штату Джорджія та її Ради з промислового розвитку, яка розробляла продукцію, методи та надавала технічну допомогу промисловості Грузії. Однак, частково завдяки зусиллям Бойда та попереднього директора станції Джеральда Россело, вона фінансувалась за допомогою досліджень з електроніки від федерального уряду. У 1971 р. фінансування академічних підрозділів Georgia Tech та Експериментальної станції почало страждати через поєднання різкого скорочення державних коштів та скорочення фінансування федеральної науки, досліджень та освіти після закінчення буму фінансування космічних перегонів. Подібні установи, такі як Меморіальний інститут Баттелле, Науково-дослідний інститут Стенфорда та Іллінойський науково-дослідний інститут технологій, витримали цю бурю, зробивши надзвичайно хорошими результати в отриманні контрактів на дослідження.
«Сміливим і суперечливим» вирішенням проблем обох організацій попередника Бойда Артура Г. Гансена було повністю інтегрувати станцію в академічні підрозділи Georgia Tech. Вважалось, що це різко збільшить заявлене фінансування наукових досліджень Georgia Tech (оскільки все це здійснюватиметься через академічні підрозділи), а також збільшить варіанти та фінансову допомогу аспірантам. Ще одна, менш оприлюднена, причина полягала в тому, що Georgia Tech отримає доступ до резервного фонду підрядної організації, який, як кажуть, перевищив 1 мільйон доларів (що еквівалентно 6,6 мільйона доларів у 2019 році). Томас Е. Стельсон, декан інженерного коледжу в Georgia Tech, був призначений «реорганізувати» станцію. Публічно завданням Стелсона було просто рекомендувати план реорганізації, але адміністрація, очевидно, покликана тісно інтегрувати Georgia Tech і станцію інженерних експериментів. Моріс У. Лонг, який був на той час директором станції, розцінив цей крок як порушення статуту ЄЕС, законодавчо встановленого Генеральною Асамблеєю штату Джорджія в 1919 році, і запевнив, що Georgia Tech не має повноважень щодо об'єднання двох установ. Співробітники ЄЕП та керівники бізнесу, що займаються станцією, звернулися до Ради регентів штату Джорджія та до губернатора Грузії (та майбутнього президента США) Джиммі Картера (сам випускник Georgia Tech); суперечка була оприлюднена і в Техніці, і в Конституції Атланти.
Такою була атмосфера, в якій Бойд вступив на посаду тимчасового президента інституту після того, як Хансен 27 квітня 1971 року заявив, що він відправиться з Georgia Tech, щоб 1 липня того ж року стати президентом університету Перд'ю. Бойд зупинив план абсолютного поглинання станції, але дозволив продовжувати плани щодо більш тісного контролю та більш агресивних клопотань про контракти. Серед цих заходів були розширення розподілу ресурсів, враховуючи збільшення розподілу фізичних активів та науково-дослідного персоналу. Про останнє свідчило збільшення кількості спільних призначень викладачів між EES та Georgia Tech. Цей крок окупився, і у 1970—1971 фінансовому році EES виграв нові контракти та гранти, що склало рекордних 5,2 мільйона доларів (що еквівалентно 32,8 мільйона доларів у 2019 році).

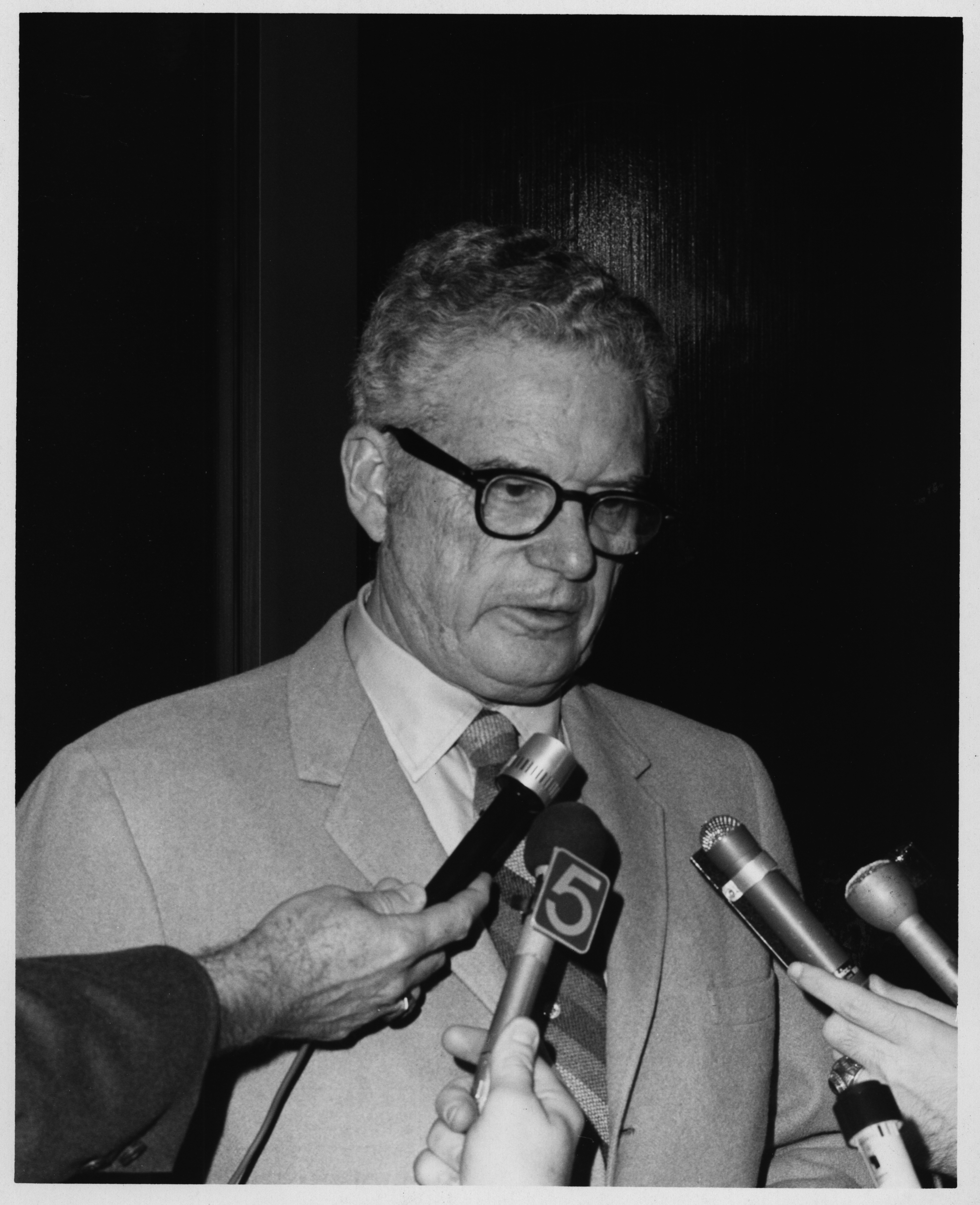
Джеймс Е. Бойд виступає перед ЗМІ

Бойду довелося стикатися з сильним тиском громадськості, щоб звільнити тодішнього футбольного тренера Georgia Tech Yellow Jackets, Буда Карсона . Випускники Georgia Tech — звикли до успіху за легендами футболу Джона Гейсмана (чия статистика перемог у кар'єрі — програші — 185–70–17), Вільяма А. Олександра (134–95–15) та Боббі Додда (165–64–8) — зробив неодноразові дзвінки про звільнення Карсона. Скарги ґрунтувалися на великій кількості порушень, серед яких «жорстоке поводження та приниження студентів» та «неспортивну поведінку», але найважливішим питанням був його запис 27–27 років. Останньою краплею став сезон 6–6 у 1971 році, який вміщував як втрату давньому супернику Georgia Tech, бульдогам Джорджії, так і державним бульдогам Міссісіпі у персиковій чаші 1971 року. Будучи президентом інституту, Бойд очолював Раду директорів Асоціації технічної атлетики Джорджії, яка страждала і від відсотка виграшу, і від фінансів.
Традиційні джерела доходів Атлетичної асоціації, насамперед продаж квитків, зменшилися внаслідок поганих показників Жовтих піджаків і порівняно недавнього створення професійного футболу в Атланті, а саме «Соколів Атланти». Боббі Додд, тодішній атлетичний директор, попереджав, що підвищення академічних стандартів Georgia Tech і обмежена навчальна програма впливатимуть на спортивну програму. На засіданні 8 січня 1972 року колегія Атлетичної асоціації на чолі з Бойдом проігнорувала 42-сторінковий перелік «звинувачень», складений випускником, але тим не менше проголосувала за призепинення контракту Карсона. Правління також проголосувало за не прийняття відставки Боббі Додда, яка була запропонована на засіданні. Карсон продовжував успішну кар'єру, особливо з Пітсбурзькими Стілерсами . 21 січня 1972 року Бойд оголосив, що Білл Фулчер обрано новим головним тренером із футболу. Однак це не змінить багатства технічної атлетичної асоціації у Грузії; Після від'їзду Карсона фінансові проблеми залишилися.

## Вихід на пенсію та спадщина
Джозефа М. Петтіта було обрано наступним президентом Georgia Tech у березні 1972 року, після чого Бойд повернувся на посаду віце-канцлера з академічного розвитку в університетській системі Грузії. Бойд звільнився у в 1974 році. Після виходу на пенсію його назвали почесним членом товариства ANAK Georgia Tech.
У 1997 р. Регентська комісія штату Джорджія схвалила назву та дань будівлі математики та фізики в Університеті Західної Джорджії як «Будівля Джеймса Е. Бойда». На його честь створили дві стипендії: одну для студента з геології, а іншу для випускника Бременської середньої школи. Бойд помер на 91 році життя 18 лютого 1998 року в своєму будинку в місті Керролтон, штат Джорджія. Похорон відбувся 20 лютого 1998 року в єпископальній церкві св. Маргарити в місті Керролтон, штат Джорджія, і його інтерврували на міському кладовищі Керролтон, штат Джорджія.

## Цитовані
- McMath, Robert C.; Ronald H. Bayor; James E. Brittain; Lawrence Foster; August W. Giebelhaus; Germaine M. Reed (1985). Engineering the New South: Georgia Tech 1885–1985. University of Georgia Press. ISBN 978-0-8203-0784-8.
- Stevenson, Jim (27 січня 2005). James E. Boyd (PDF). Deceased Georgia Tech Faculty Members. Georgia Tech Library. Архів оригіналу (PDF) за 12 вересня 2006. Процитовано 25 березня 2010.